# 674
Évszázadok: 6. század – 7. század – 8. század
Évtizedek: 620-as évek – 630-as évek – 640-es évek – 650-es évek – 660-as évek – 670-es évek – 680-as évek – 690-es évek – 700-as évek – 710-es évek – 720-as évek
Évek: 669 – 670 – 671 – 672 –  673 – 674 – 675 – 676 – 677 – 678 – 679

## Események

### Európa
- Wulfhere merciai király Northumbriára támad, de Ecgfrith király döntő győzelmet arat felette és Lindsex vazallus királyság átadására kényszeríti.
- Meghal Seaxburh wessexi királynő. Utóda Æscwine.
- Wilfrid yorki püspök megalapítja a hexhami apátságot.
- Benedict Biscop northumbriai apát megalapítja Monkwearmouth apátságát.

### Omajjád Kalifátus
- Az arab flotta blokád alá veszi Konstantinápolyt. Egy jelentősebb muszlim sereg a kalifa fa, Jazíd vezetésével partraszáll a város balkáni oldalán és ostromzárat létesít, visszaverve a bizánci felmentési próbálkozásokat. Az ostrom közben megbetegszik és meghal az agg Abu Ajjúb al-Anszári, Mohamed próféta egykori társa. Az év végén a muszlimok visszavonulnak a Márvány-tenger déli végéhez, ahol elfoglalták és bázissá alakították Küzikoszt.
- A bizánci flotta a kis-ázsiai Szüllionnál legyőzi az arab hajóhadat.
- Maszlama ibn Muhallad egyiptomi kormányzó Alexandriából Fusztatba (ma Kairó) költözteti Egyiptom fő hajóépítő műhelyét, ahol kevésbé van kitéve a bizánciak támadásainak.

### Ázsia
- Munmu sillai király megépítteti az Anapcsi mesterséges tavat (ma a Világörökség része).
- Tenmu császár az Iszei nagyszentélybe küldi 12 éves lányát, Ókut hogy papnőkét szolgálja Amateraszut. Óku az első szaió (a császári család papnő tagja).

## Halálozások
- Abu Ajjúb al-Anszári, Mohamed tanítványa
- Hasszán ibn Tábit, arab költő, Mohamed tanítványa
- Seaxburh, wessexi királynő

## Fordítás
- Ez a szócikk részben vagy egészben  a(z)   674 című angol Wikipédia-szócikk ezen változatának fordításán alapul.  Az eredeti cikk szerkesztőit annak laptörténete sorolja fel. Ez a jelzés csupán a megfogalmazás eredetét és a szerzői jogokat jelzi, nem szolgál a cikkben szereplő információk forrásmegjelöléseként.